# Shiloh Jolie
Shiloh Nouvel Jolie (* 27. Mai 2006 in Swakopmund, Namibia als Shiloh Nouvel Jolie-Pitt) ist eine US-amerikanisch-namibische Schauspielerin und Synchronsprecherin. Sie ist die älteste leibliche Tochter des Schauspielers Brad Pitt und der Schauspielerin Angelina Jolie.

## Leben
Shiloh Jolie wurde 2006 als Tochter von Pitt und Jolie in Namibia geboren. Ihr gingen zwei ältere Adoptivgeschwister, Maddox und Zahara Jolie-Pitt voraus – gefolgt von Pax und den Zwillingen Knox und Vivienne Jolie-Pitt.
Bei ihrer Geburt war ihr Nachname Jolie-Pitt. Sie reichte an ihrem 18. Geburtstag einen Antrag ein, den Nachnamen ihres Vaters (Pitt) aus ihrem Nachnamen zu streichen. Diesem Antrag wurde im August 2024 stattgegeben.
Nur zwei Monate nach ihrer Geburt bekam sie ihre eigene Wachsfigur im Wachsfigurenkabinett Madame Tussauds in New York City. Als Wachsfiguren waren auch ihre Eltern zu sehen, die neben ihrer Wiege standen.
Nach der Trennung ihrer Eltern erhielt Angelina Jolie das alleinige Sorgerecht für alle sechs Kinder, Brad Pitt durfte sie allerdings manchmal besuchen.
In ihrer Freizeit tanzt Shiloh Jolie gerne und hat ein Interesse für Mode entwickelt.

## Karriere
Schon im Alter von zwei Jahren trat Shiloh Jolie in dem Film Der seltsame Fall des Benjamin Button  in einer kleinen Nebenrolle als Caroline als Baby auf. In den Hauptrollen des Films waren ihr Vater Brad Pitt und Cate Blanchett zu sehen. 2016 übernahm sie außerdem eine Rolle als Synchronsprecherin in Kung Fu Panda 3, wo sie die Rolle der Shuai Shuai in der englischen Fassung sprach. Sie wirkte außerdem als sie selber in einigen Fernsehserien mit.

## Filmografie
- 2008: Der seltsame Fall des Benjamin Button (The Curious Case of Benjamin Button)
- 2013: The Goree Girls[7]
- 2016: Kung Fu Panda 3

### Als sie selber
- 2006: VH1: All Access (Fernsehserie, 1 Folge)
- 2015: Nickelodeon Kids’ Choice Awards (Fernsehspecial)
- 2022: Entertainment Tonight (Fernsehserie, 1 Folge)

### Archivmaterial
- 2020: Entertainment Tonight (Fernsehserie, 1 Folge, Archivmaterial als sie selber)